# Dougouténé II
Dougouténé II is een gemeente (commune) in de regio Mopti in Mali. De gemeente telt 21.000 inwoners (2009).
De gemeente bestaat uit de volgende plaatsen:
- Andiama Tena
- Andiangana
- Baratiguini
- Bontena
- Dompélé
- Djidia
- Ganaguinikoro
- Gansagou
- Goursindé
- Kanama
- Kaniama
- Kerou
- Koromatintin
- Ombo
- Otekanda
- Peledourou
- Sallé
- Sansagou
- Tanoussagou
- Tinsagou